# Southport (Carolina del Nord)
Southport è una città degli Stati Uniti d'America situata nella Carolina del Nord, nella Contea di Brunswick.